# 라피트
라피트(일본어: ラピート, 영어: Rapi:t)는 난카이 전기 철도가, 간사이 국제공항 개항에 맞춰 운전을 개시한 공항 접근용 특급(특별 급행) 열차의 명칭이다. 최초 운전시에 난바 역과 간사이 공항역간을 운전하였으며, 현재는 일부 열차가 사카이역에 정차하여 운행하고 있다.
운행 경로는 난카이 본선·난카이 공항선으로 지나가고 있다. 라피트(독일어: Rapid)라는 이름은 독일어에서 유래된 것으로 급행을 의미한다. 서일본 여객철도의 공항 특급 '하루카'의 라이벌이지만, 하루카가 정차역을 확대하는 것처럼, 라피트 역시도 정차역을 당초보다 확대하여 사카이 역과 기시와다 역에도 정차에 대응한다.

## 역사
1994년 9월 4일에 간사이 국제공항 개항과 동시에 운행을 시작했다. 개통 당시 라피트 알파(α)의 경우 무정차로 간사이 공항역까지 29분 주파한 반면 라피트 베타(β)의 경우 신이마미야, 사카이, 기시와다, 이즈미사노에 정차했다.
1996년 10월 다이야 개정으로 라피트 베타(β)가 추가로 덴가차야에 추가로 정차하기 시작했으며 상행 운행 시 라피트 알파(α) 1회 감회와 동시에 라피트 베타(β) 1회 증회했다. 2001년 3월 다이야 개정으로 라피트 알파(α) 일부 열차가 신이마미야, 덴가차야에 추가로 정차하기 시작했다.
2003년 2월부터 모든 열차가 신이마미야, 덴가차야, 이즈미사노, 린쿠타운에 정차로 변경과 동시에 무정차 노선이 폐지되었다. 2005년 11월에 평일 출근 시간대 운행 시 라피트 알파(α) 3회 감회와 동시에 라피트 베타(β) 3회 증회했다.
2014년에 라피트 개통 20주년을 맞이해 4월부터 6월까지 기동전사 건담 UC 테마를 주제로 기획한 테마열차를 운행했다. 2015년 8월에 일본의 저비용 항공사인 피치 항공과 협력하면서 피치 항공 디자인으로 장식한 테마 열차를 운행했다. 2016년에 미국의 SF 영화인 스타워즈: 깨어난 포스 테마를 주제로 기획한 테마 열차를 운행했다.

## 정차역
- 라피트 알파(α) : 난바 역 - 신이마미야역 - 덴가차야 역 - 이즈미사노 역 - 린쿠타운역 - 간사이 공항역
- 라피트 베타(β) : 난바 역 - 신이마미야 역 - 덴가차야 역 - 사카이역 - 기시와다 역 - 이즈미사노 역 - 린쿠타운 역 - 간사이 공항역

## 운행 열차

### 현재 운행하는 열차
- 50000계

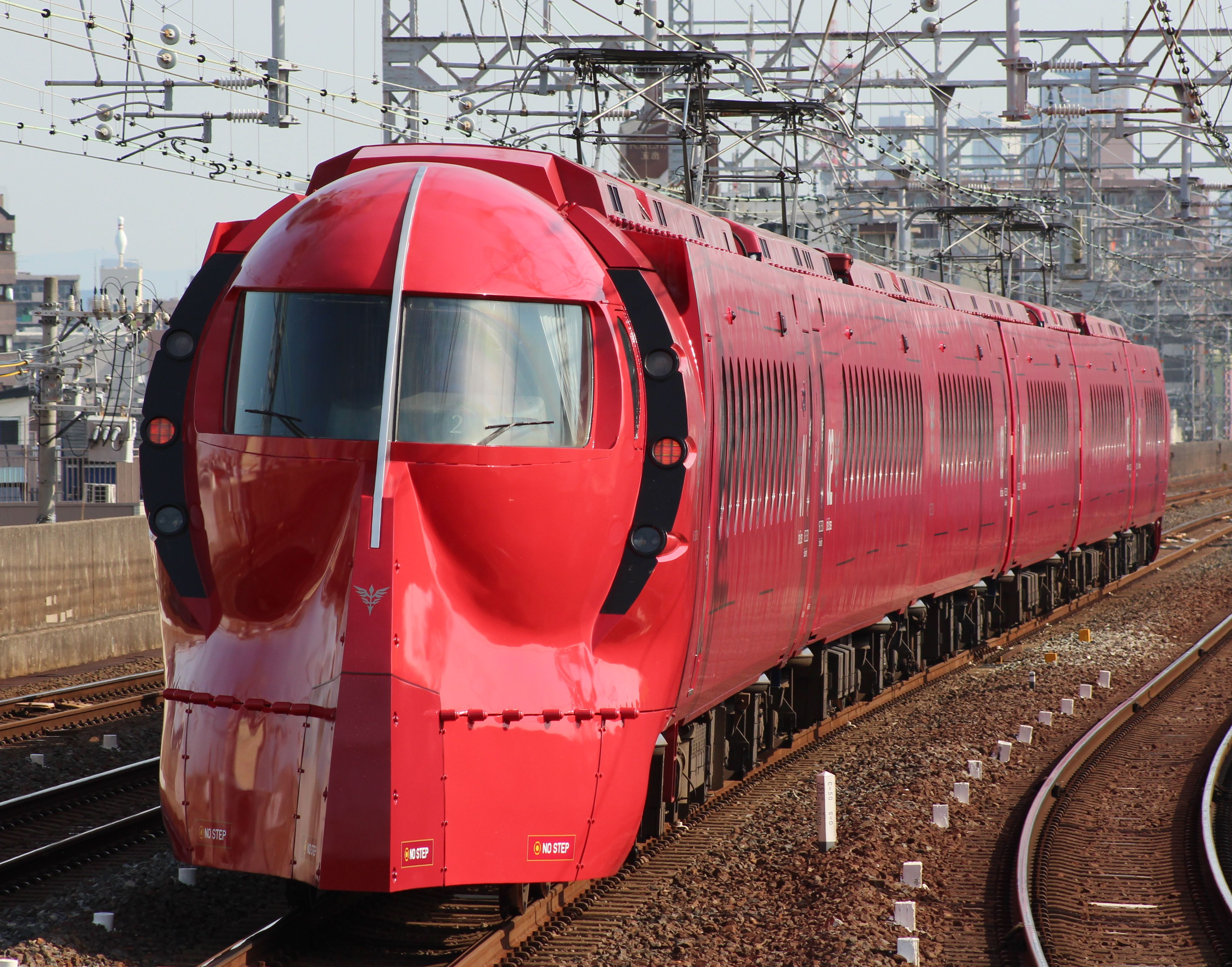
특급 라피트 20주년 기획 테마열차 (네오 시온 사항)
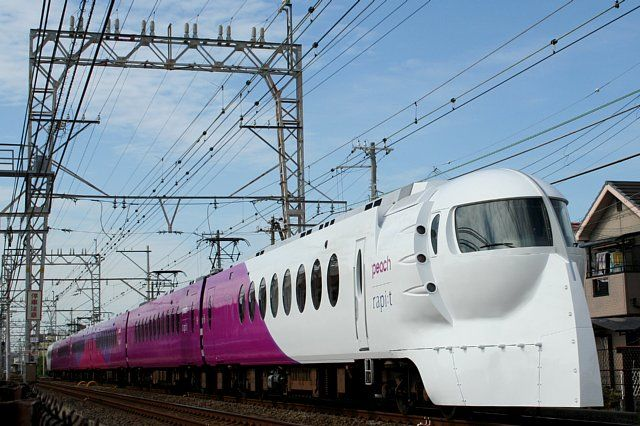
특급 라피트 20주년 기획 테마열차 (피치항공 사항)
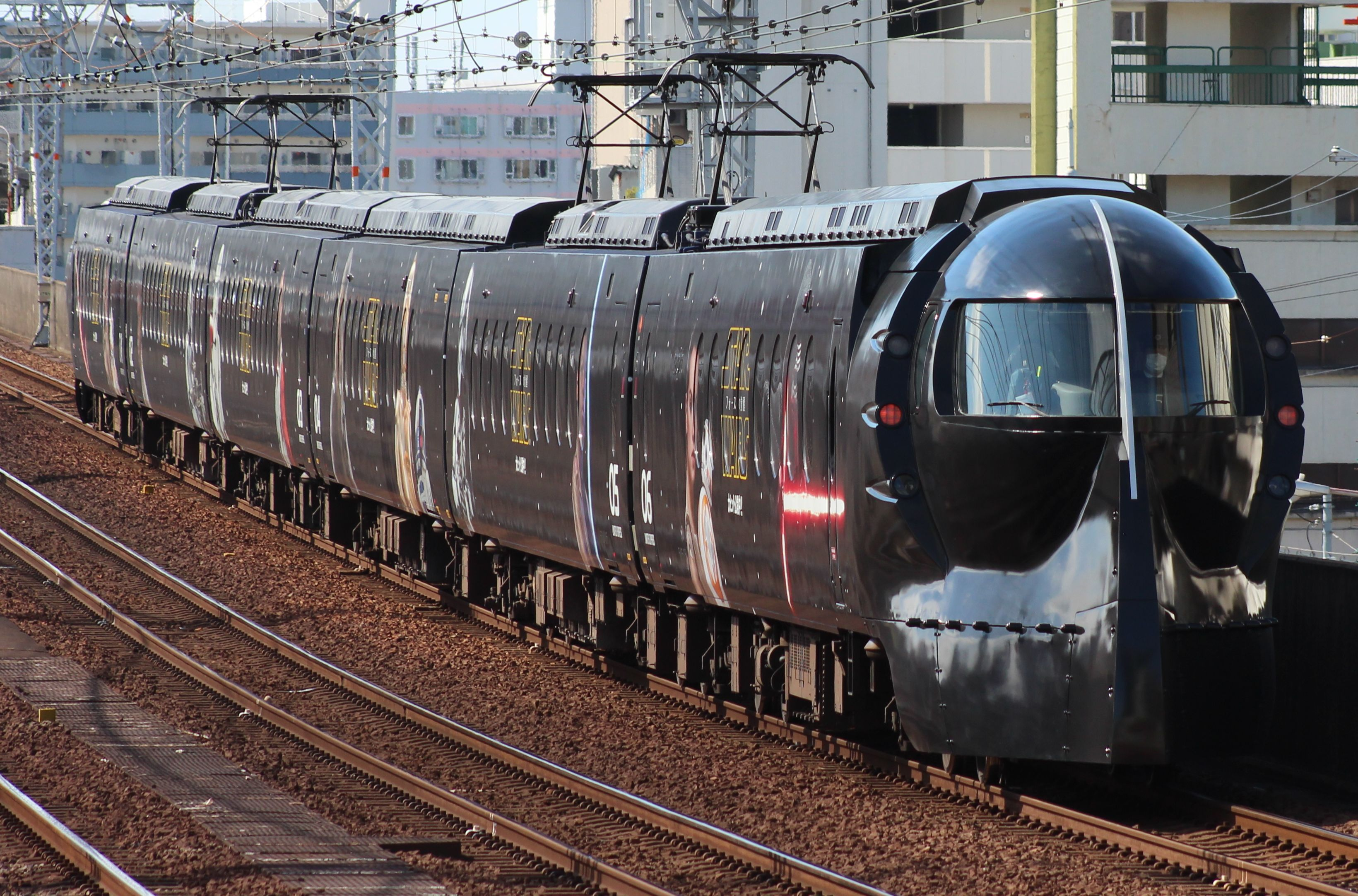
특급 라피트 20주년 기획 테마열차 (스타워즈: 깨어난 포스 사항)

## 객차 구성

### 50000계
| 호차 | 6      | 5                  | 4      | 3                  | 2      | 1      |
| ---- | ------ | ------------------ | ------ | ------------------ | ------ | ------ |
| 좌석 | 특별석 | 특별석             | 지정석 | 지정석             | 지정석 | 지정석 |
| 시설 |        | 화장실 장애인 시설 |        | 화장실 장애인 시설 |        |        |

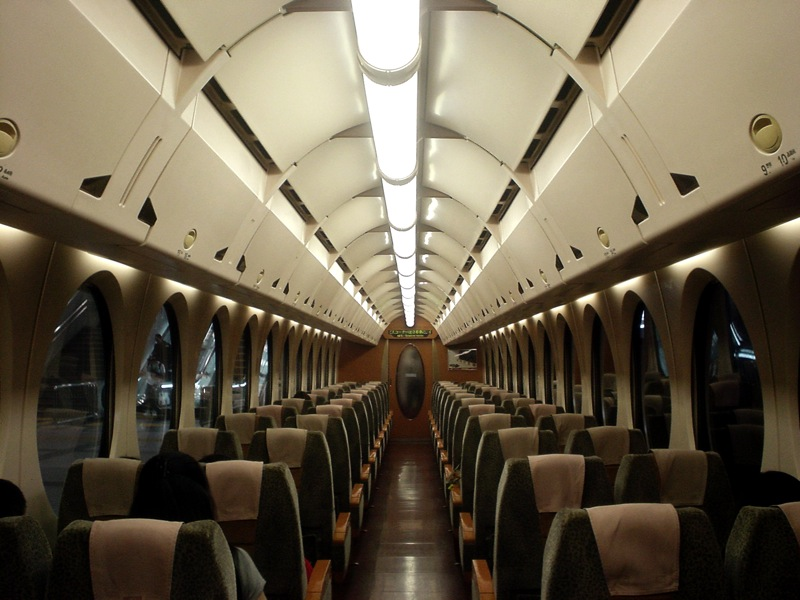
일반석 내부
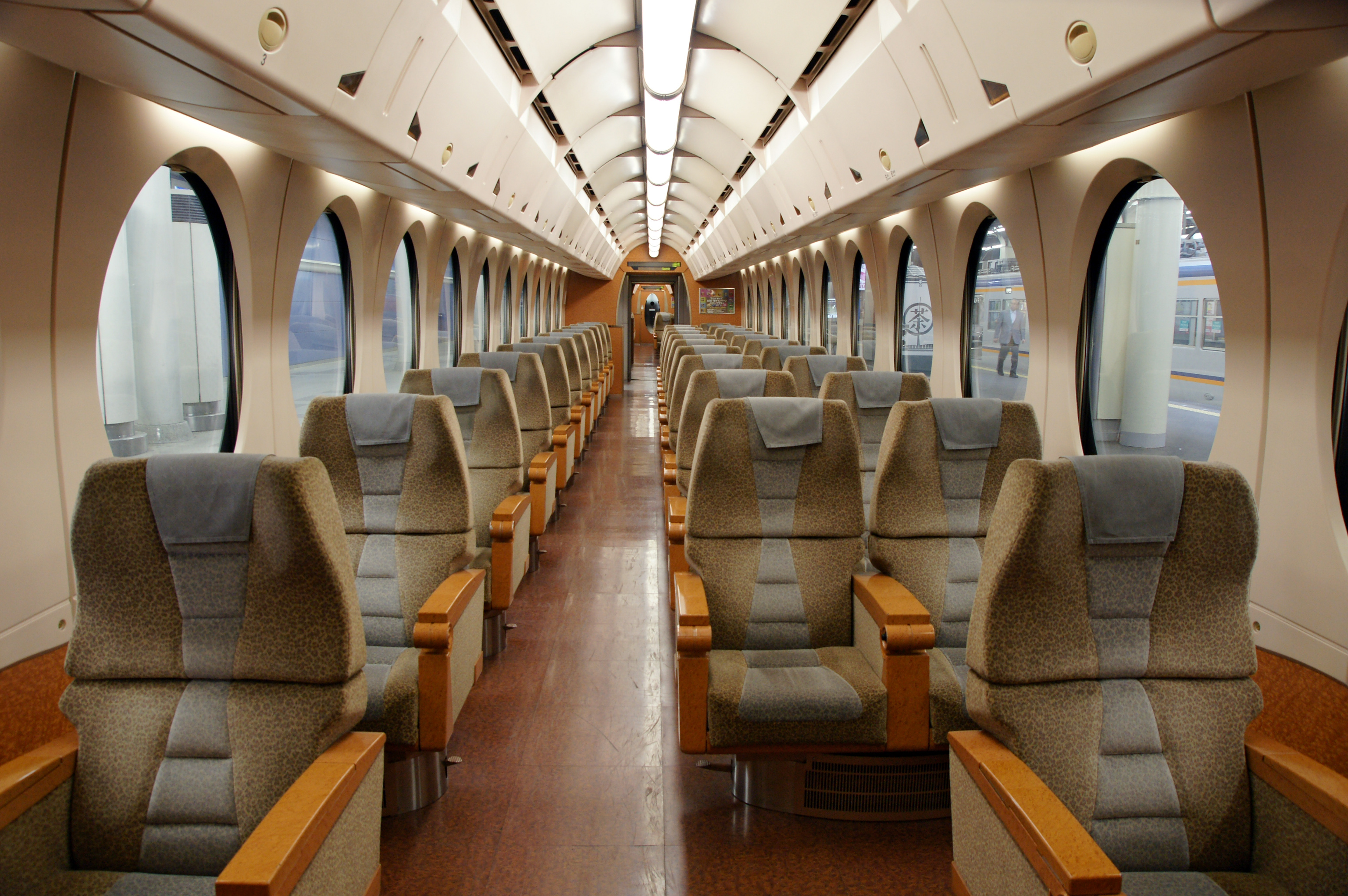
특별석 내부
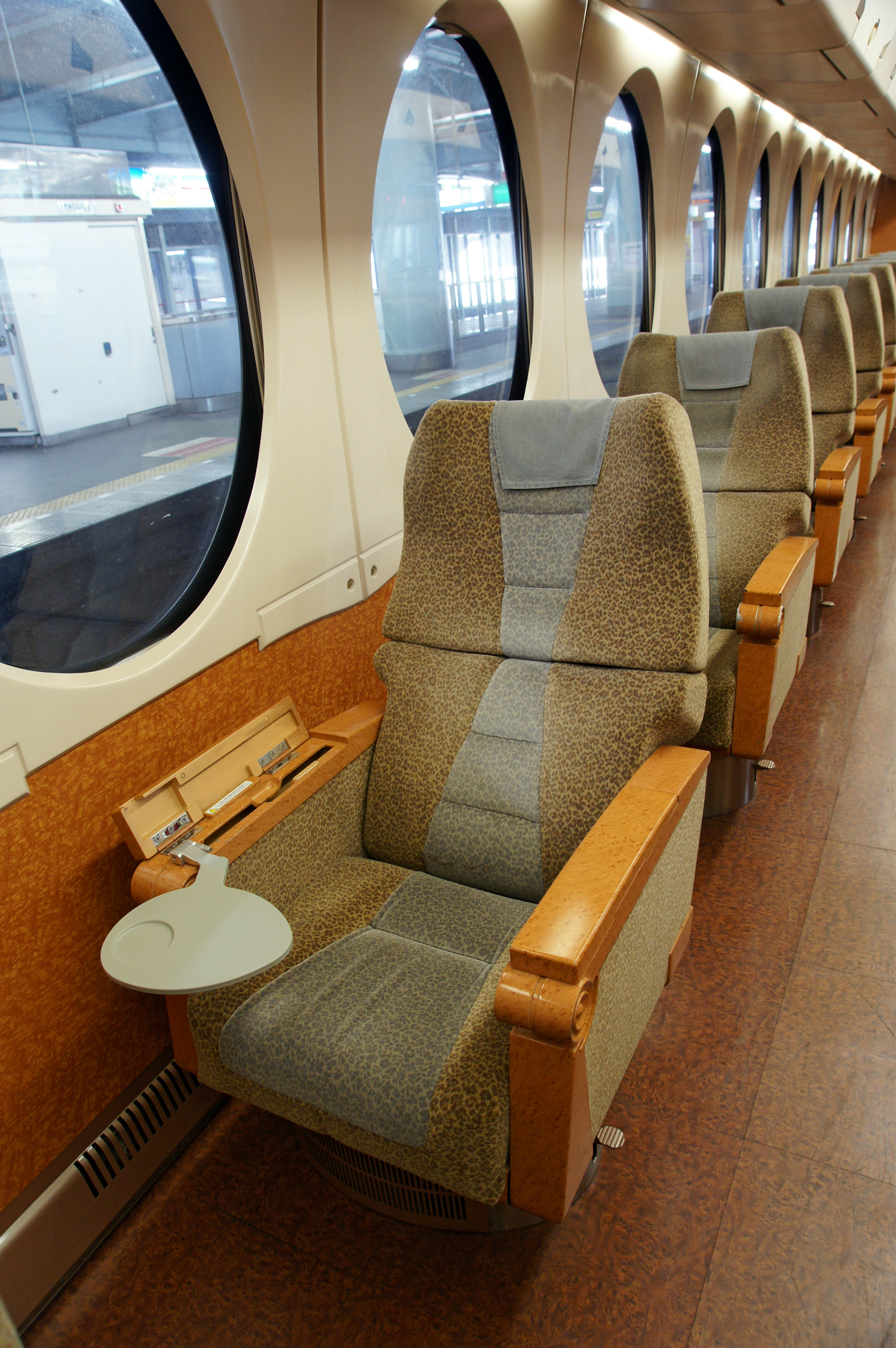
특별석 (1인 좌석)
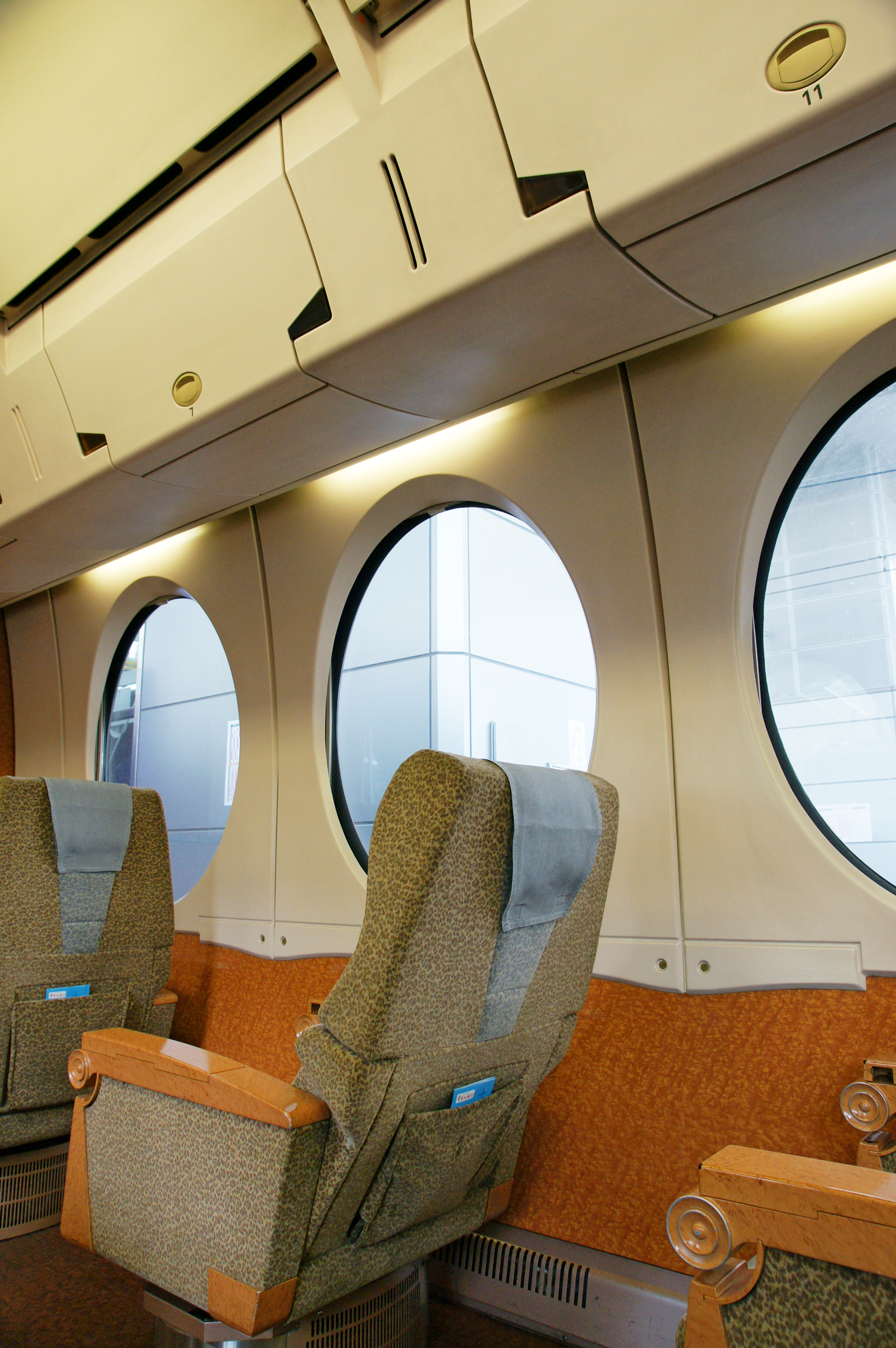
특별석 캐리어
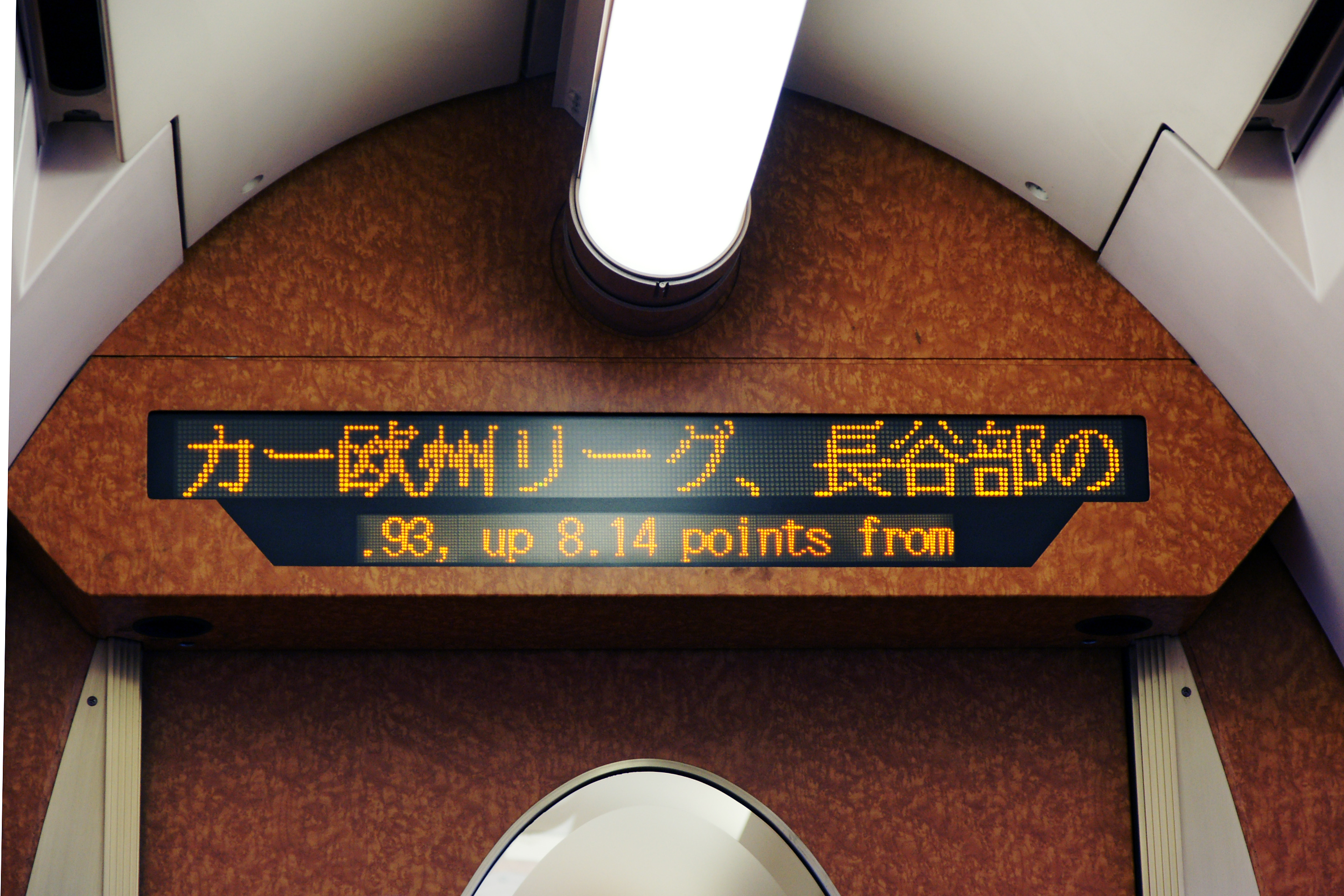
특별석 차내 안내 표시 장치

## 같이 보기
- 난카이 공항선
- 하루카
- 간쿠·기슈지 쾌속